# 克利索普斯
克利索普斯是位於英格蘭林肯郡東北林肯郡的一個城鎮。該鎮也是一個度假區，在2011年人口有接近40,000人。該鎮的歷史開始於6世紀，最初是一個漁港，在19世紀時發展為一個度假城市。